# Soltau
Soltau är en stad på Lüneburgheden i Landkreis Heidekreis i förbundslandet Niedersachsen i Tyskland.